# سانفرونت

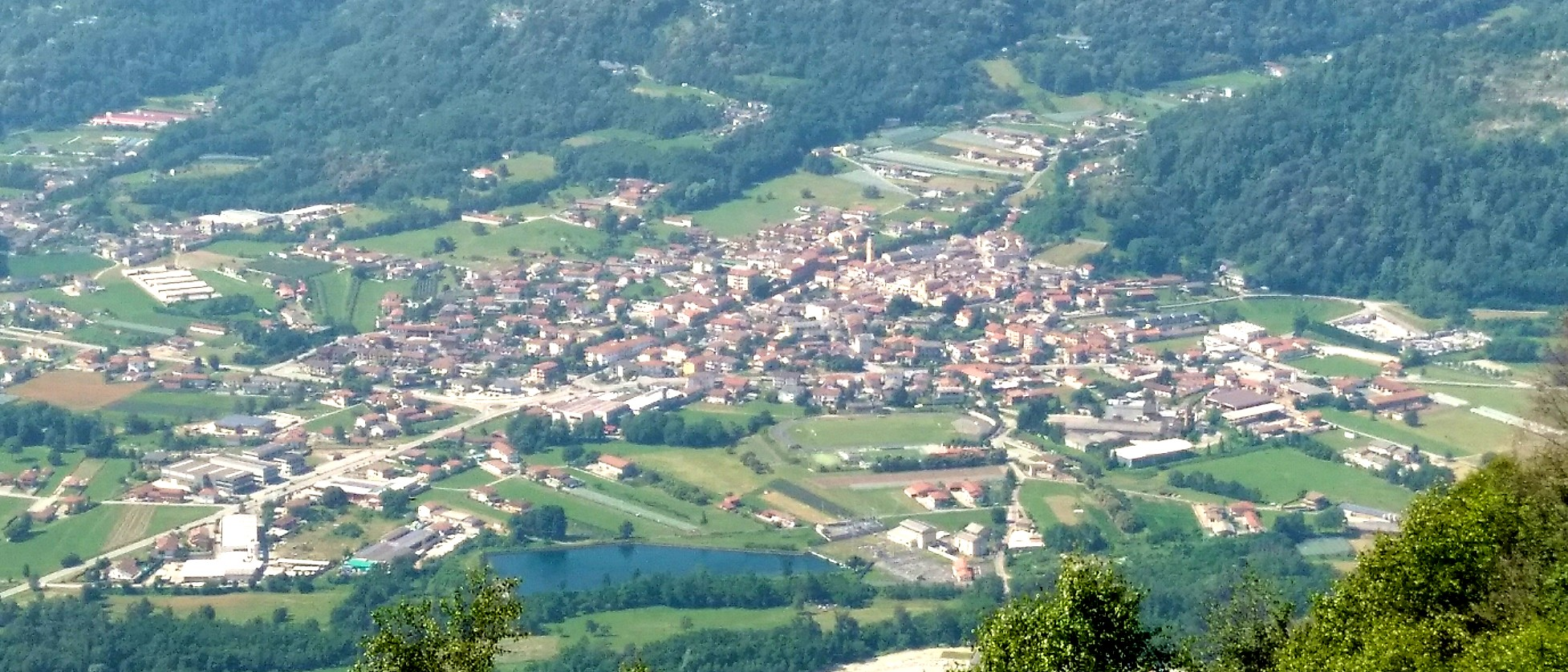
سانفرونت

سانفرونت (به ایتالیایی: Sanfront) یک کومونه در ایتالیا است که در استان کونیو واقع شده‌است.

## خصوصیات
سانفرونت ۳۹٫۷ کیلومترمربع مساحت و ۲٬۵۹۸ نفر جمعیت دارد.